# Stoke Park and Cheswick
Stoke Park and Cheswick är en civil parish i distriktet South Gloucestershire, i grevskapet Gloucestershire, i England. Civil parish är belägen 7 km från Bristol. Civil parishen inrättades den 1 april 2023 från Stoke Gifford.